# Пленкович, Андрей
Андрей Пленкович (хорв. Andrej Plenković; род. 8 апреля 1970, Загреб) — хорватский юрист, дипломат и политик. Депутат Европейского парламента, глава комитета парламентского сотрудничества между Украиной и ЕС (одновременно является заместителем главы комитета по иностранным делам). С 19 октября 2016 года — премьер-министр Хорватии.

## Биография
Окончил юридический факультет Загребского университета.
С 1993 года занимает различные должности в МИД Хорватии. С 2002 года был заместителем главы официального представительства Хорватии в ЕС. Также занимал должности заместителя посла во Франции и госсекретаря по европейской интеграции.
В 2011 году стал членом Хорватского сабора от Хорватского демократического содружества, консервативной партии, входящей в состав ЕНП. После присоединения Хорватии к ЕС в 2013 году был избран в Европарламент.

## Награды
- Орден «За заслуги» I степени (23 августа 2021 года, Украина) — за весомый личный вклад в укрепление украинско-хорватского межгосударственного сотрудничества, поддержку независимости и территориальной целостности Украины[4].
- Орден «За заслуги» III степени (21 августа 2015 года, Украина) — за весомый личный вклад в укрепление международного авторитета Украинского государства, популяризацию её исторического наследия и современных достижений и по случаю 24-й годовщины независимости Украины[5].